# Nicoletta Rascio
Nicoletta Rascio (1956) es una botánica, fitogeógrafa, algóloga, profesora, taxónoma, conservadora y exploradora italiana.
Desarrolla actividades académicas y científicas en el Departamento de Botánica de la Universidad de Pavía.

## Algunas publicaciones
- nicoletta La Rocca, s. Priscilla, marina Cavaiuolo, alessandra Barbante, francesca Dalla Vecchia, damiano Gabotti, ghislaine Gendrot, david s. Horner, jelena Krstajic, martina Persico, nicoletta Rascio, et al.. 2015. The maize fused leaves1 (fdl1) gene controls organ separation in the embryo and seedling shoot and promotes coleoptile opening. J. Exp. Bot. 20; 66 (19): 5753 - 5767.

- nicoletta Rascio, f. Cucatto, F Dalla Vecchia, nicoletta La Rocca, w Larcher. 2014. Structural and functional features of the leaves of Ranunculus trichophyllus Chaix, a freshwater submerged macrophophyte. Plant, Cell and Environment 22: 205 – 212

- nicoletta La Rocca, priscilla s. Manzotti, marina Cavaiuolo, alessandra Barbante, francesca Dalla Vecchia, damiano Gabotti, ghislaine Gendrot, david s. Horner, jelena Krstajic, martina Persico, nicoletta Rascio, peter Rogowsky, alessio Scarafoni, gabriella Consonni. 2011. Heavy metal hyperaccumulating plants: How and why do they do it? And what makes them so interesting?. Plant Science 180 (2): 169 – 181 doi 10.1016/j.plantsci.2010.08.016

- isabella Moro, nicoletta Rascio, nicoletta La Rocca, katia Sciuto, patrizia Albertano, laura Bruno, carlo Andreoli. 2010. Polyphasic characterization of a thermo-tolerant filamentouscyanobacterium isolated from the Euganean thermal muds (Padua, Italy). European J. of Phycology, 45 (2): 143 — 154

- ----------------, ---------------------, -----------------------, m. Dibella, c Anfdreoli. 2007. Cyanobacterium aponinum, a new Cyanoprokaryote fromthe microbial mat of Euganean thermal springs (Padua, Italy). Algol. Stud. 123: 1 – 15

- nicoletta Rascio, g. Casadoro. 1981. Ultrastructural Characterization of Marine Chlorellae. V. Chlorella marina. Botanica Marina 24 (5): 291 – 296 ISSN (online) 1437-4323, ISSN (impreso) 0006-8055, DOI: 10.1515/botm.1981.24.5.291

### Libros
- 2003. “Biologia vegetale”, xii + 483 p. ISBN 9788808090638

### Cap. de libros
- 1996. Handbook of Photosynthesis, 2ª edición de Books in Soils, Plants, and the Environment. Editor Mohammad Pessarakli, ed. ilustrada de CRC Press, 1.056 p. ISBN 0824797086, ISBN 9780824797089
  - Ecophysiology of C3, C4, and CAM plants, p. 1 - 49.

## Honores

### Membresías
- Sociedad Botánica Italiana[5]

- La abreviatura «Rascio» se emplea para indicar a Nicoletta Rascio como autoridad en la descripción y clasificación científica de los vegetales.[6]